# KSR Sains
KSR Sains, mit vollständigen Namen Kelab Sukan dan Rekreasi Syarikat Air Negeri Sembilan, ist ein Fußballverein aus Malaysia, der in Seremban im Bundesstaat Negeri Sembilan beheimatet ist. Aktuell spielt die Fußballmannschaft in der dritthöchsten Liga des Landes, der Malaysia M3 League.

## Stadion
Seine Heimspiele trägt der Verein in der PBNS Rhino Arena in Seremban aus.
Koordinaten: 2° 43′ 1,9″ N, 101° 56′ 52,6″ O

## Erfolge
- Malaysia M4 League: 2019 Play-off
- PBNS President: 2019

## Spieler
Stand: 16. September 2020
| Nr.        | Nation   | Spieler                        |
| Tor        |          |                                |
| 01         | Malaysia | Hawari Aris                    |
| 23         | Malaysia | Fauzi Jalal                    |
| 30         | Malaysia | Jibrail Kamaron Baharin        |
| Abwehr     |          |                                |
| 02         | Malaysia | Azizul Hamzah                  |
| 03         | Malaysia | Tengku Qayyum                  |
| 04         | Malaysia | Faqrul Nazmi Fadil             |
| 06         | Malaysia | Segar Arumugam                 |
| 12         | Malaysia | Radzuan Lizam Mahat            |
| 21         | Malaysia | Sesoo a/l Moses                |
| 25         | Malaysia | Azrizan Derma Raju             |
| Mittelfeld |          |                                |
| 05         | Malaysia | Yosri Derma Raju               |
| 15         | Malaysia | Azari Derma Raju               |
| 16         | Malaysia | S. Gevanesh a/l Santhira Mohan |
| 17         | Malaysia | Zulhemi Roslan                 |
| 18         | Malaysia | K. Ravindran                   |
| Angriff    |          |                                |
| 07         | Malaysia | Naqiuddin Amran                |
| 08         | Malaysia | Firdaus Azizul                 |
| 09         | Malaysia | Suhaili Abd Rahman             |
| 10         | Malaysia | Hafiz Zulkarnain Hafizamuddin  |
| 11         | Malaysia | Khaizil Jasmi                  |
| 13         | Malaysia | Norfaizzal Faroq Zaharuddin    |

## Saisonplatzierung
| Saison | Līga               | Platz | FA Cup   |
| ------ | ------------------ | ----- | -------- |
| 2019   | PBNS President     | 1.    | 1. Runde |
| 2020   | Malaysia M3 League |       | 1. Runde |
| 2021   | Malaysia M3 League |       |          |

Die Saison 2020 wurde wegen der COVID-19-Pandemie abgebrochen.